# Knijster
Knijster (Engels: Kreacher)  is in de serie boeken over Harry Potter de doorgedraaide en onbetrouwbare huis-elf van de familie Zwarts.
Vrijwel iedereen heeft een hekel aan Knijster, maar hij is niet werkelijk slecht. Hij heeft jarenlang alleen in huize Zwarts gewoond, met als enige gezelschap het schreeuwende schilderij van Sirius' overleden moeder. Bovendien waren de Zwartsen verstokte Zwadderaars, en praatte Knijster hen slechts na. Zijn enige wens is dat zijn hoofd na zijn dood naast de andere hoofden van vorige huis-elfen aan de muur wordt gehangen.
Hij is niet blij als Sirius Zwarts terugkeert na zijn ontsnapping uit Azkaban en al helemaal niet als Sirius het huis aan de Orde van de Feniks geeft, om als hoofdkwartier te gebruiken. Voor het een hoofdkwartier kan worden moet eerst het hele huis schoongemaakt worden.

Knijster werkt erg tegen. Hij verstopt bijvoorbeeld alle spullen die Sirius wil weggooien (vooral eigendommen van Sirius' moeder). Na de dood van Sirius erft Harry Potter al zijn bezittingen, hij erft dus ook Knijster. Harry wil Knijster helemaal niet hebben en beveelt hem om in de keuken van Zweinstein te werken, waar hij in de gaten gehouden kan worden door Albus Perkamentus en de andere huis-elfen. Daar moet hij in opdracht van Harry Draco Malfidus bespioneren.
In het zevende boek speelt Knijster ook een belangrijke rol bij het vinden van het medaillon. Hij vertelt dat hij samen met zijn meester Regulus Zwarts (R.A.Z.) het medaillon uit de grot is gaan halen en ze het later probeerden te vernietigen maar omdat Regulus gedood werd bleef het in de vitrinekast liggen. Tijdens de opruiming door de Orde van de Feniks werd het medaillon weggegooid omdat het niet openging. Knijster heeft het uit de vuilniszak gestolen en in zijn keukenkastje verstopt, hij had Regulus immers beloofd het medaillon te vernietigen en moest deze opdracht voltooien als huis-elf. Na de dood van Sirius stal Levenius Lorrebos het toen het huis tijdelijk leegstond. Daarop beval Harry Knijster om Levenius te gaan halen maar die had het al af moeten staan aan Dorothea Omber toen zij hem betrapte op het verkopen van verboden artikelen. Ook op advies van Hermelien gaat Harry vriendelijker doen tegen Knijster. Wanneer Harry hem ook nog een kopie van het medaillon geeft, draait hij helemaal bij en erkent hij Harry als zijn meester.
Op het einde van dit boek leidt Knijster de huis-elfen van Zweinstein om tegen de Dooddoeners te vechten.

## Knijster en de relatie tot Sirius Zwarts
In de boeken was Sirius nooit aardig voor Knijster. Hij haatte hem niet, maar de elf deed hem te veel denken aan zijn ouderlijk huis en zijn jeugd waar hij een jeugdtrauma aan overgehouden had. Deze relatie speelt een belangrijke rol in het vijfde deel. Albus Perkamentus waarschuwt Sirius in het begin al dat ze aardig moeten zijn tegen Knijster. Dit omdat Knijster wel de bevelen dient op te volgen van familieleden, maar hij zich niet trouw voelt aan Sirius. Dat komt doordat de familie Zwarts van oudsher een voorkeur heeft voor volbloedtovenaars. Sirius kon daar niet tegen, en liep al op jonge leeftijd van huis weg. Een aantal dagen voor Kerstmis in het vijfde deel, geeft Sirius Knijster de opdracht: "Eruit!" Sirius bedoelde daarmee dat Knijster de keuken uit moest, maar Knijster nam de opdracht letterlijk, en ging het huis uit, naar het enige familielid aan wie hij nog wel trouw was: Narcissa Malfidus, een nicht van Sirius, en de zus van Bellatrix van Detta. Terwijl Knijster een aantal dagen zoek is, maakt Sirius opmerkingen als: "Misschien is hij gewoon in de droogtrommel gekropen, en de pijp uit gegaan. Maar laat ik niet te veel verwachting scheppen." Later komt Knijster toch terug, en lijkt hij aardiger dan anders. Dit komt doordat Knijster de familie Malfidus (bekende Dooddoeners) voor hen belangrijke informatie heeft gegeven omtrent Sirius Zwarts, en de relatie tot Harry Potter. Dit blijkt later in het boek van levensbelang.

## Trivia
Naar aanleiding van het verschijnen van de Nederlandse vertaling van het zesde boek op 19 november 2005, voegde uitgeverij De Harmonie bij ieder boek als geschenk voor de koper een ansichtkaart en een magnetische bladwijzer bij. Op de kaart en de boekenlegger staat een huis-elf, hoogstwaarschijnlijk Knijster, die het nieuwe boek in zijn handen heeft.
De keuze om Knijster op deze geschenken af te drukken is niet willekeurig: Knijster is namelijk ook degene die op het zesde boek tussen de voorletters J.K. en de achternaam Rowling van de auteur is afgebeeld.